# Понор (село)
Понор (болг. Понор) — село в Болгарии. Находится в Софийской области, входит в общину Костинброд. Население составляет 14 человек.

## География
Находится на южном склоне Балканских гор, в карстовом районе, в 30-ти километрах от Софии. В окрестностях большое количество пещер.

## Политическая ситуация
Понор подчиняется непосредственно общине и не имеет своего кмета.
Кмет (мэр) общины Костинброд — Красимир Вылов Кунчев (Болгарская социалистическая партия (БСП)) по результатам выборов в правление общины.